# Entognatha
Entognatha su klasa beskrilnih i ametabolnih zglavkara, koji zajedno sa insektima čine podtip Hexapoda. Njihovi usni organi su entognati, što znači da su uvučeni unutar glave, za razliku od insekata. Entognati su apterni, što znači da nemaju krila. Ova klasa sadrži tri reda: Collembola (9000 vrsta), Diplura („dvorepi“, 1000 vrsta) i Protura („prvorepi“, 800 vrsta).. Ove tri grupe su istorijski ujedinjene sa sada zastarelim redom Thysanura kako bi formirali klasu Apterygota, ali je od tada prepoznato da je heksapodno stanje ovih životinja evoluiralo nezavisno od stanja insekata, i nezavisno unutar svakog reda. Redovi možda nisu blisko povezani, a Entognatha se sada smatra parafiletskom grupom.